# Municipio de Houston (Illinois)
El municipio de Houston (en inglés: Houston Township) es un municipio ubicado en el condado de Adams en el estado estadounidense de Illinois. En el año 2010 tenía una población de 221 habitantes y una densidad poblacional de 2,25 personas por km².

## Geografía
El municipio de Houston se encuentra ubicado en las coordenadas 40°9′26″N 91°5′33″O / 40.15722, -91.09250. Según la Oficina del Censo de los Estados Unidos, el municipio tiene una superficie total de 98.26 km², de la cual 98,22 km² corresponden a tierra firme y (0,04 %) 0,04 km² es agua.

## Demografía
Según el censo de 2010, había 221 personas residiendo en el municipio de Houston. La densidad de población era de 2,25 hab./km². De los 221 habitantes, el municipio de Houston estaba compuesto por el 97,74 % blancos, el 0,9 % eran asiáticos y el 1,36 % eran de una mezcla de razas. Del total de la población el 0 % eran hispanos o latinos de cualquier raza.